# Slaget vid Salamis

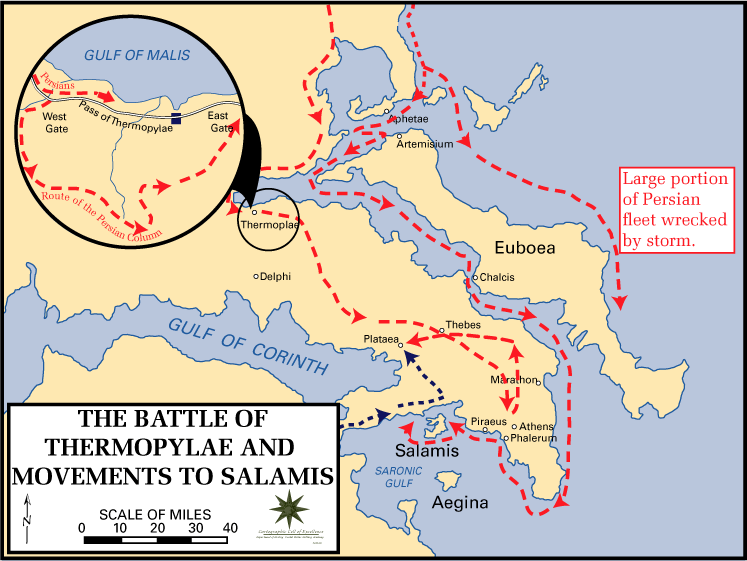
Slaget vid Thermopyle och persernas förflyttning till Salamis, 480 f.Kr.

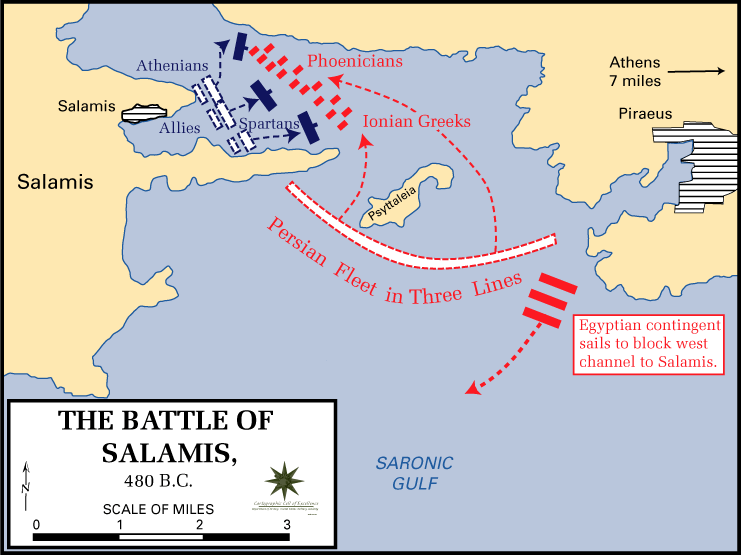
Slaget vid Salamis, 480 f.Kr.

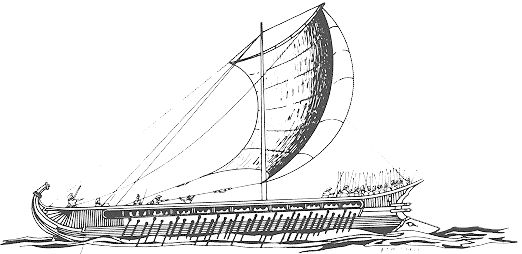
Grekisk trirem

Slaget vid Salamis (klassisk grekiska: Ναυμαχία τῆς Σαλαμῖνος, Naumachia tēs Salaminos) var ett sjöslag som utkämpades mellan en allians bestående av grekiska stadsstater under Themistokles och det persiska imperiet under kung Xerxes år 480 f.Kr., som resulterade i en avgörande seger för de numerärt underlägsna grekerna. Slaget utkämpades i sundet mellan fastlandet och Salamis, en ö i Saroniska bukten nära Aten, och var en av höjdpunkterna under den andra persiska invasionen av Grekland.
För att förhindra persiska framryckningar valde en liten styrka greker att blockera bergspasset vid    Thermopyle, samtidigt som en attiskdominerad allierad flotta drabbade samman med den persiska flottan i de närliggande sunden runt Artemision. I det resulterande slaget vid Thermopyle förintades de grekiska styrkornas, samtidigt som grekerna vid slaget vid Artemision drabbades av stora förluster och slog till reträtt efter förlusten vid Thermopyle. Detta öppnade upp för perserna att erövra Boiotien och Attika. De allierade förberedde sig för att försvara det Korintiska näset samtidigt som flottan drogs tillbaka till den närliggande Salamisön.
Även om de var starkt numerärt underlägsna lyckades den attiske generalen Themistokles att övertala de grekiskallierade att återutmana den persiska flottan i hopp om att en seger skulle förhindra sjöattacker mot Peloponnesos. Perserkungen Xerxes var även han ivrig att delta i ett avgörande slag. Som ett resultat av Themistokles undanmanöver seglade den persiska flottan in i Salamis sund och försökte blockera båda ingångarna. I de trånga förhållandena längs sundet var de stora antalet stridande ett aktivt hinder, eftersom skeppen hade svårt att manövrera och var oorganiserade. Grekerna tog tillfället i akt och formade sin flotta linjärt och tillskansade sig en avgörande seger.
Xerxes drog sig tillbaka till Asien med en stor del av sin armé, och lämnade Mardonios för att fullborda erövringen av Grekland. Året därpå besegrades dock de återstående delarna av den persiska armén vid Plataiai och den persiska flottan vid Mykale. Perserna slutade därefter med att försöka erövra det grekiska fastlandet. Slagen vid Salamis och Plataiai markerade därmed en vändpunkt för Persiska krigen som helhet; från och med då skulle de grekiska poleiserna ta offensiven. Ett antal historiker tror att en persisk seger hade lamslagit det antika Greklands utveckling, och i förlängningen hela den västerländska civilisationen, och detta har lett till att många historiker kallat Salamis för ett av de viktigaste slagen i mänsklighetens historia.

## Händelser
Themistokles ville att slaget skulle utkämpas vid Salamis, medan de peloponnesiska amiralerna ville dra tillbaka flottan och försvara Peloponnesos, nu när Attika var förlorat (perserna hade erövrat och bränt det evakuerade Athen). En natt skickade Themistokles en person till perserna som låtsades vara en förrädare. Denne berättade för Xerxes att grekerna tänkte fly. Xerxes såg detta som en möjlighet att anfalla den grekiska flottan. På morgonen insåg grekerna att striden var nära, och ställde sig i position. Grekernas skepp låg gömda i tre bukter i det trånga sundet mellan Salamis och det grekiska fastlandet. I norr låtsades grekerna fly, och lurade persernas hela flotta längre in i sundet där de mer lättförliga grekiska fartygen hade en taktisk fördel.
Eftersom perserna hade svårt att manövrera sina skepp i det trånga sundet, och eftersom grekernas skepp var snabbare och smidigare, vann grekerna. Resterna av den persiska flottan flydde och brändes senare av grekerna vid ön Mykale.
Xerxes återvände hem, men lämnade kvar en arméstyrka att övervintra vid Plataiai. Här stod slaget vid Plataiai året efter, 479 f.Kr., där perserna besegrades av grekerna.
Enligt traditionen föddes den atenske dramatikern Euripides på ön Salamis samma dag som slaget. Den atenske dramatikern Aischylos deltog i striderna och skrev detaljerat om slaget i tragedin Perserna. Dramatikern Sofokles var korgosse på segerfesten efteråt.
Slaget vid Salamis har filmatiserats i 300: Rise of an Empire 2014.